# Haval (automobile)
Vous pouvez aider à l'améliorer ou bien discuter des problèmes sur sa page de discussion.
- Il ne cite pas suffisamment ses sources. Vous pouvez indiquer les passages à sourcer avec {{référence nécessaire}} ou {{Référence souhaitée}}, et inclure les références utiles en les liant aux notes de bas de page. (Marqué depuis mars 2024)
- Son contenu est rédigé entièrement ou presque à partir d'une seule source. N'hésitez pas à modifier cet article pour améliorer sa vérifiabilité en apportant de nouvelles références dans des notes de bas de page. (Marqué depuis mars 2024)
- Certaines informations devraient être mieux reliées aux sources mentionnées dans la bibliographie ou les liens externes. Améliorez sa vérifiabilité en les associant par des références. (Marqué depuis mars 2024)
- Il ne s’appuie pas, ou pas assez, sur des sources secondaires ou tertiaires. (Marqué depuis mars 2024)

- Archive Wikiwix
- Bing
- Cairn
- DuckDuckGo
- E. Universalis
- Gallica
- Google
- G. Books
- G. News
- G. Scholar
- Persée
- Qwant
- (zh) Baidu
- (ru) Yandex
- (wd) trouver des œuvres sur Wikidata

Haval (chinois : 哈弗 ; pinyin : Hāfú) est une marque du constructeur automobile chinois Great Wall Motors spécialisée dans les crossovers et SUV, lancée en mars 2013. 

## Histoire
La marque Haval a été lancée en Afrique du Sud, en Australie, en Arabie saoudite, en Argentine, au Bangladesh, en Nouvelle-Zélande, en Russie, au Bénin, en Tunisie, en Côte d'Ivoire, au Chili, au Paraguay, en Équateur, au Guatemala, en Bolivie, au Pérou, en Malaisie, en Irak, en Iran et ailleurs.

## Produits

### Gamme actuelle
- Haval H5 (2010–2020, 2023-présent)
- Haval H6 (2011–présent)
- Haval H9 (2014–présent)
- Haval M6/M6 Plus (2017–présent)
- Haval F7/F7x (2018–présent)
- Haval Big Dog (大狗 Dagou) (2020–présent)
- Haval Jolion (初恋 First Love) (2020–présent)
- Haval Chitu (赤兔 Red Hare) (2021–présent)
- Haval Shenshou (2021–présent)[1]
- Haval Cool Dog (2022–présent)
- Haval Menglong (2023–présent)
- Haval Xiaolong (2023–présent)
- Haval Xiaolong Max (2023–présent)

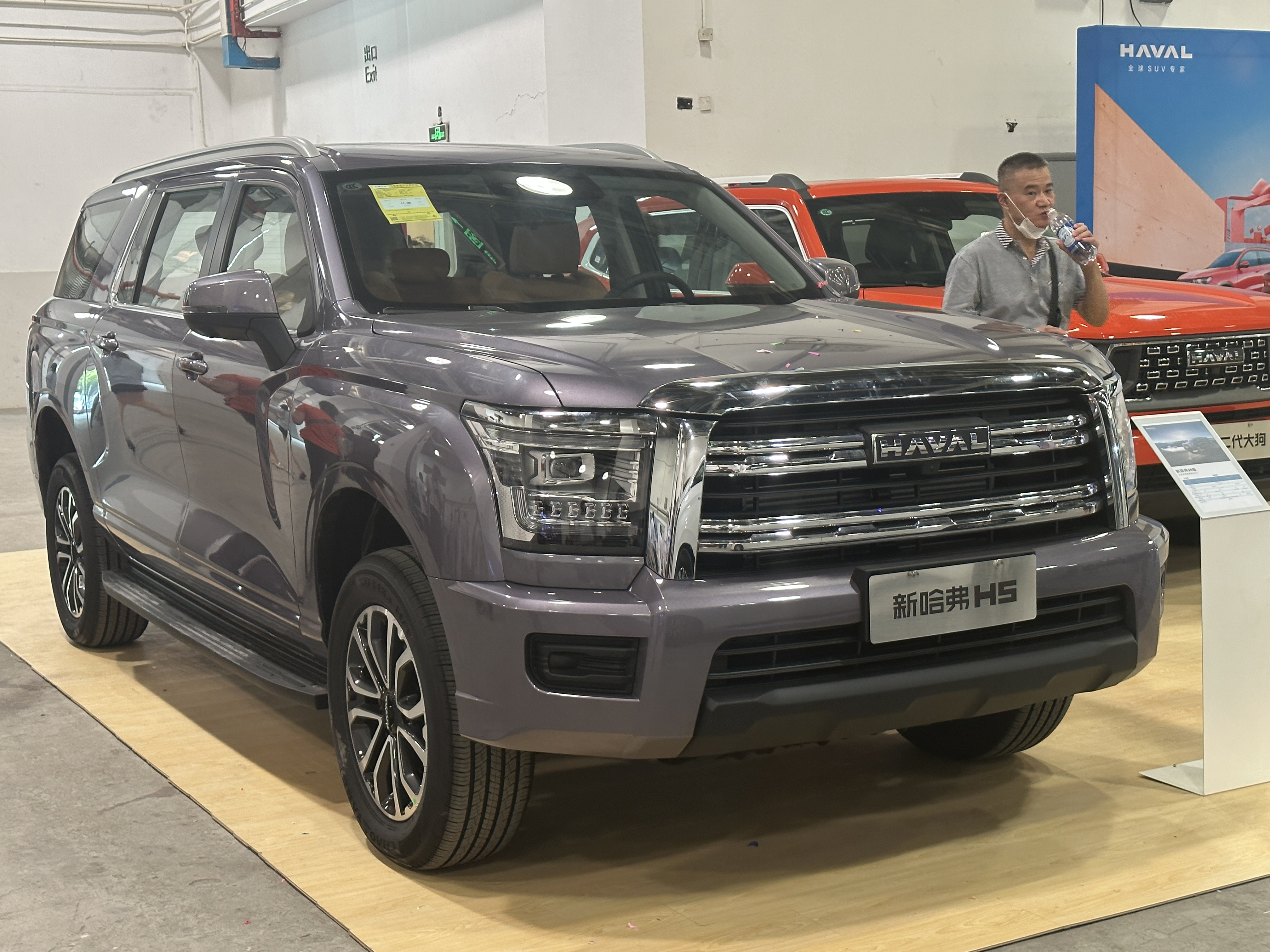
Haval H5
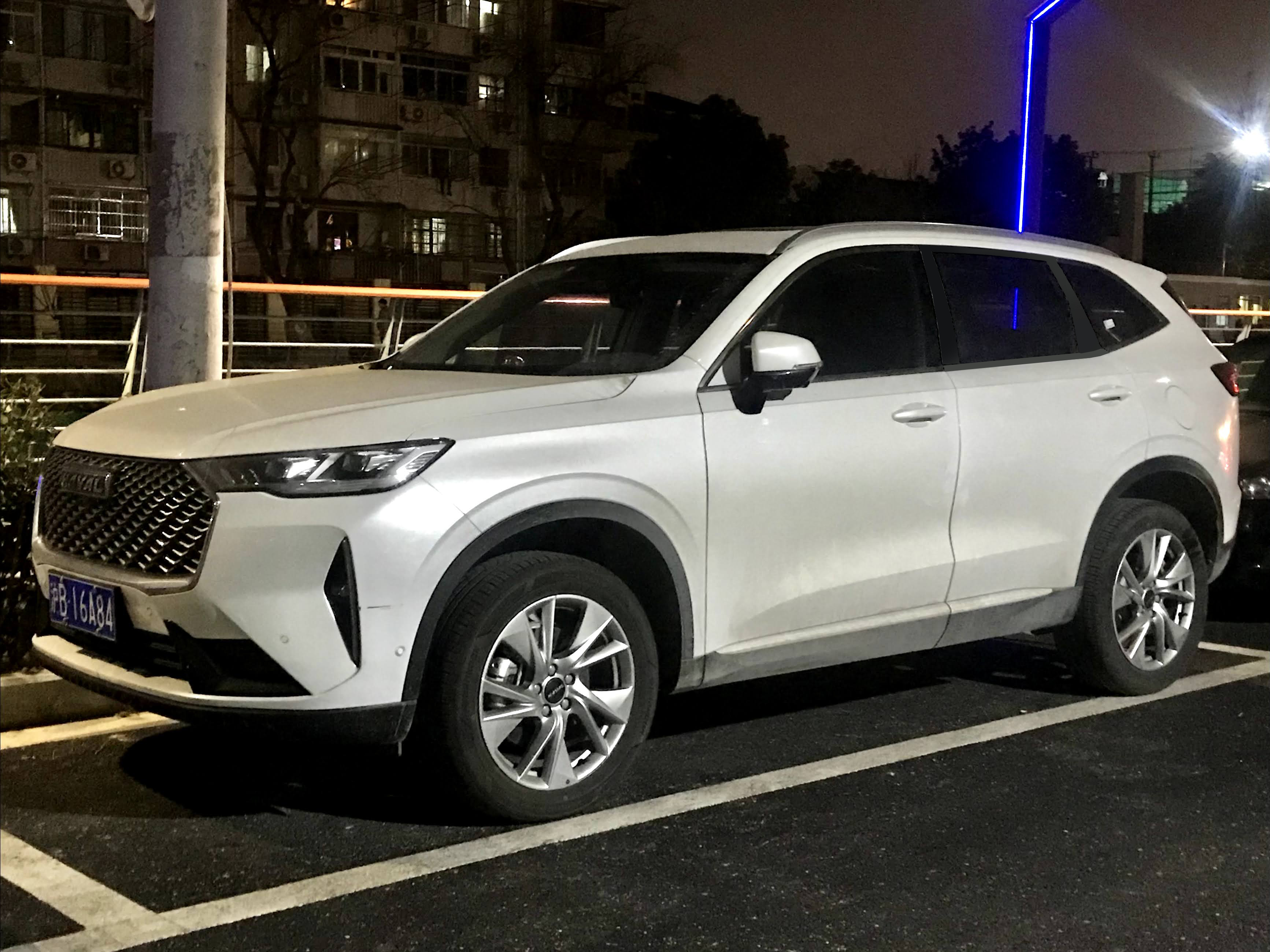
Haval H6
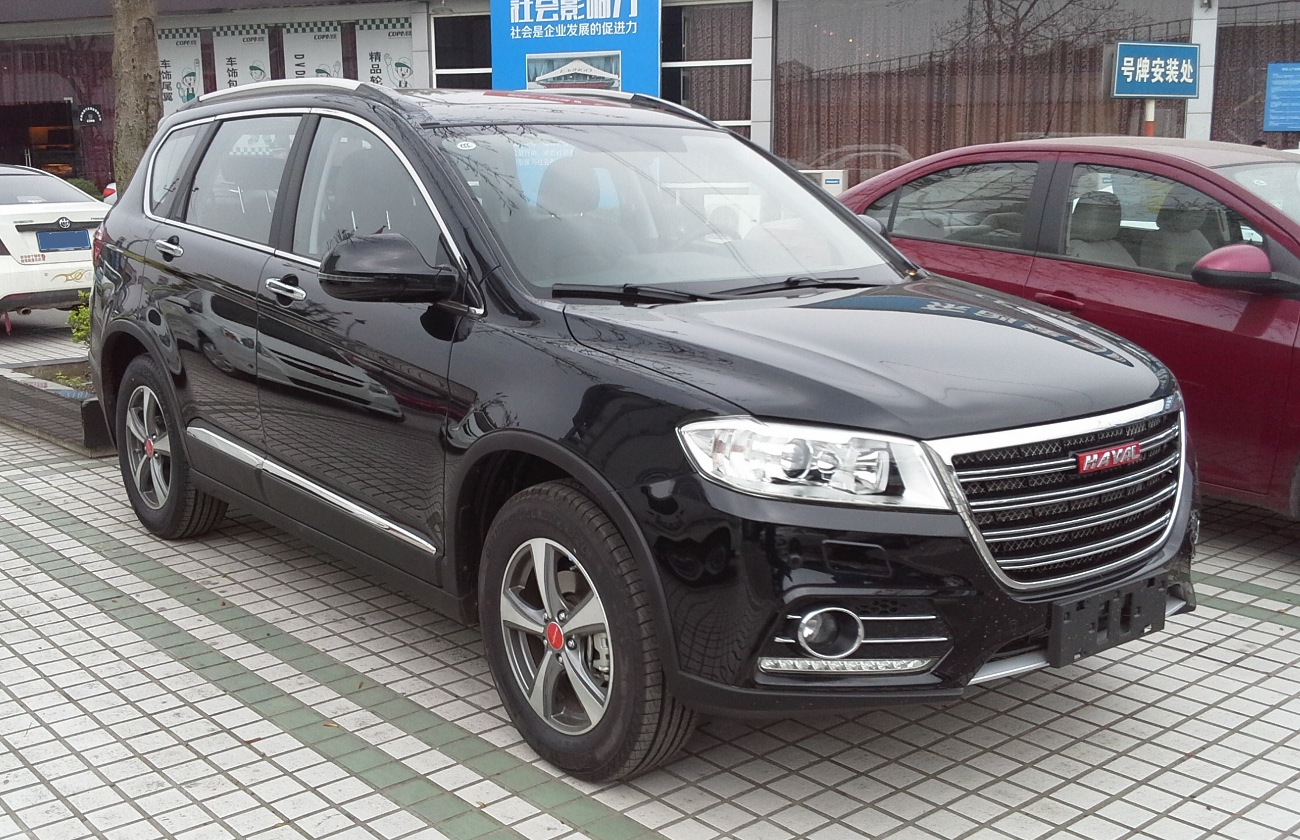
Haval H6 Sport
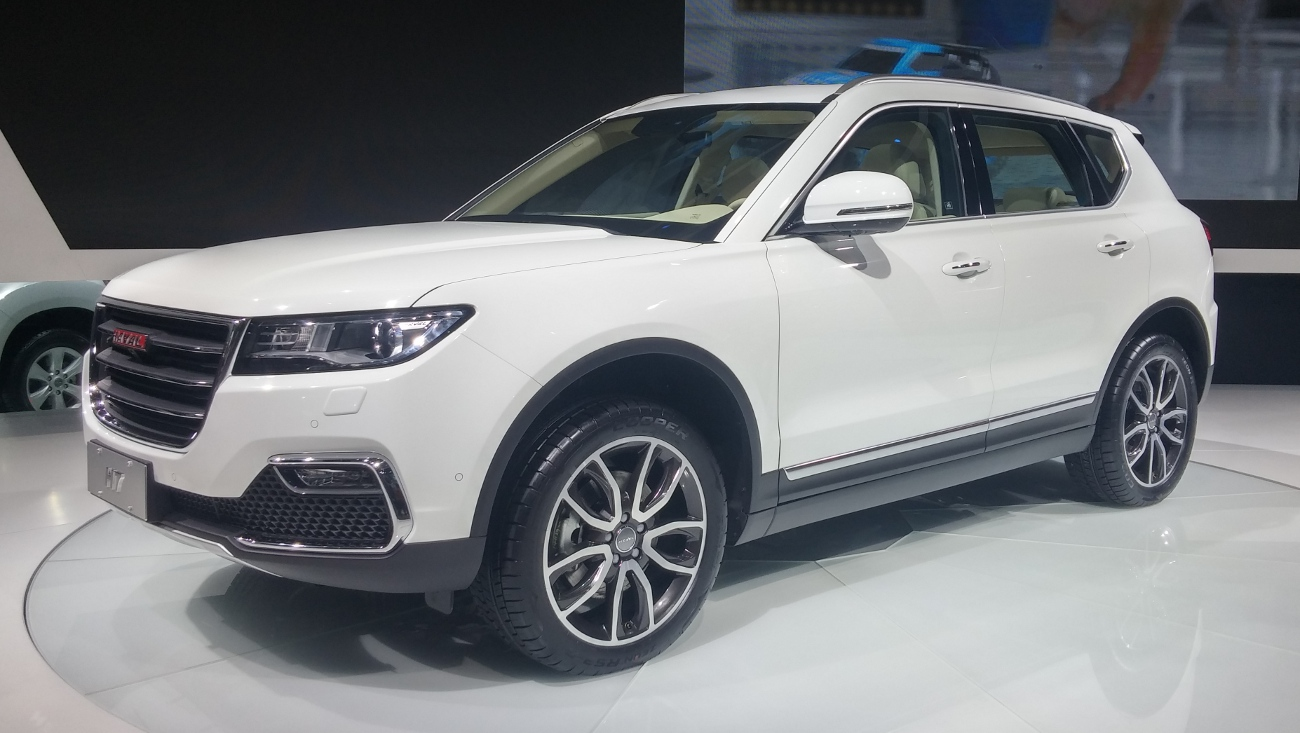
Haval H7
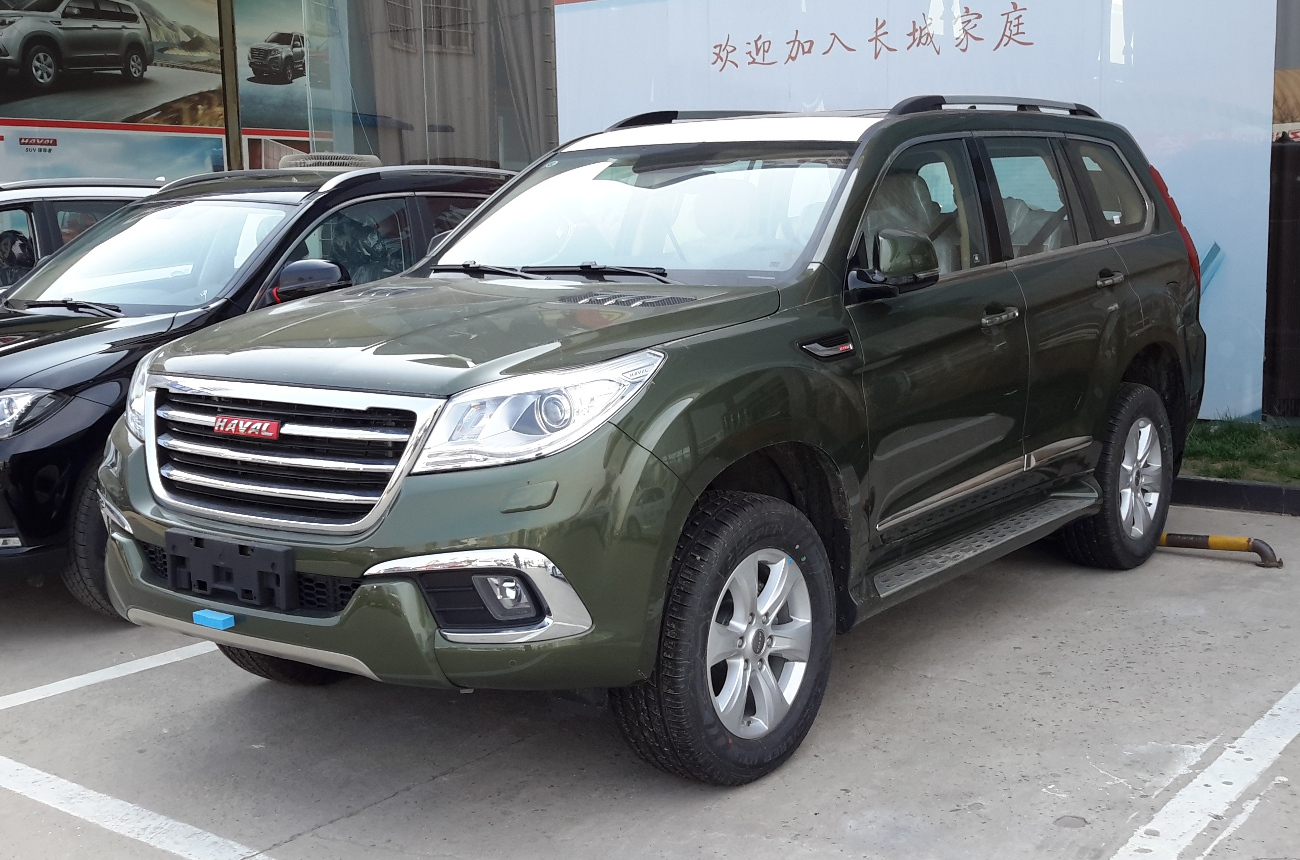
Haval H9
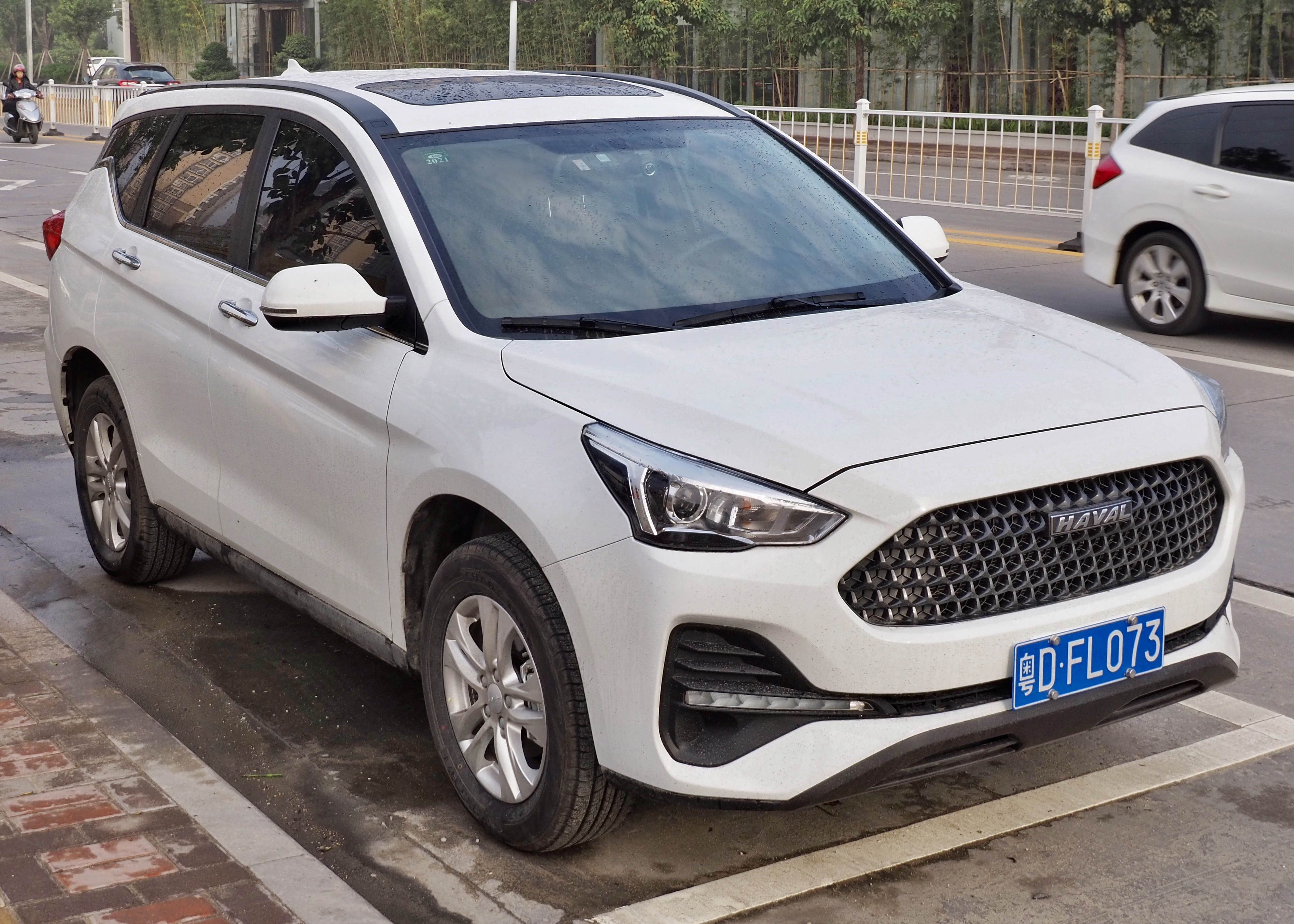
Haval M6
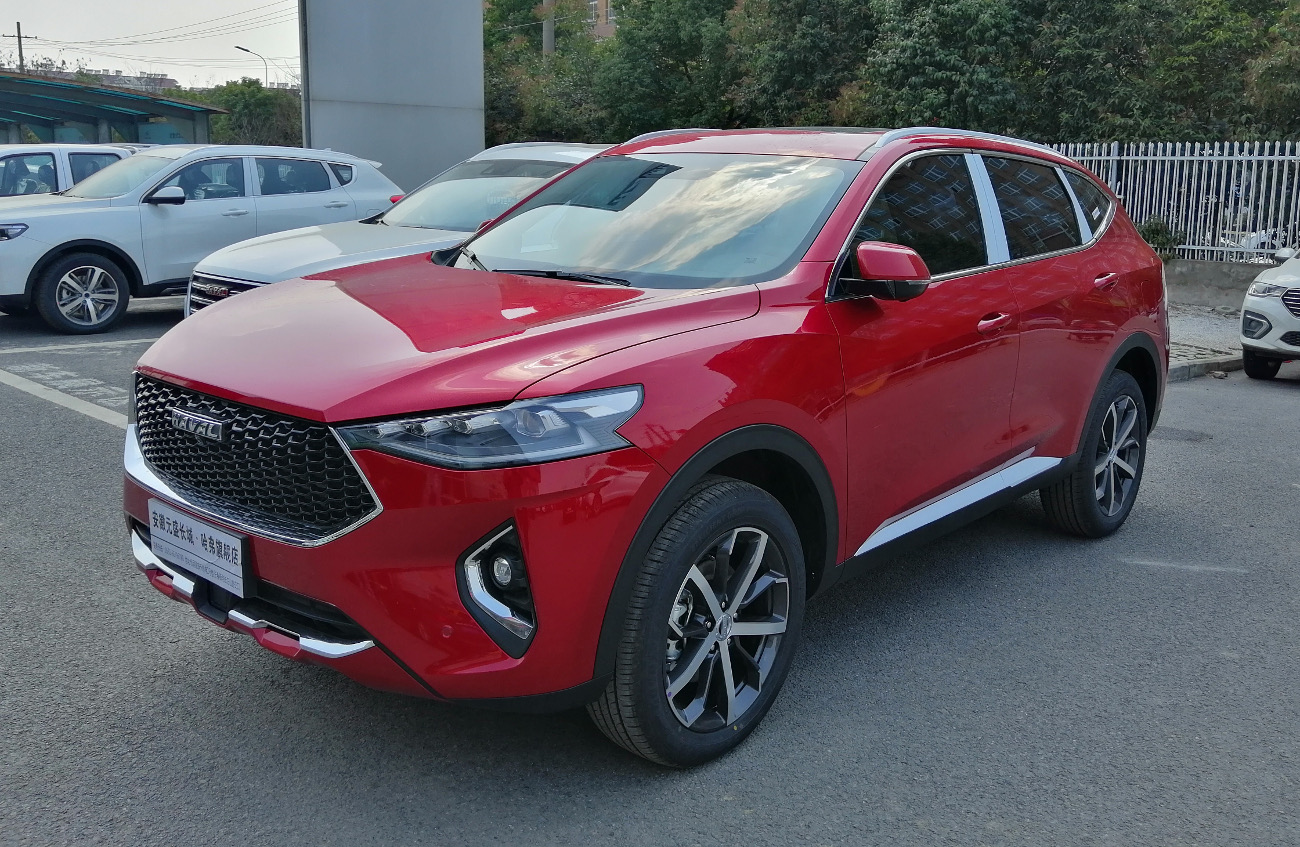
Haval F7
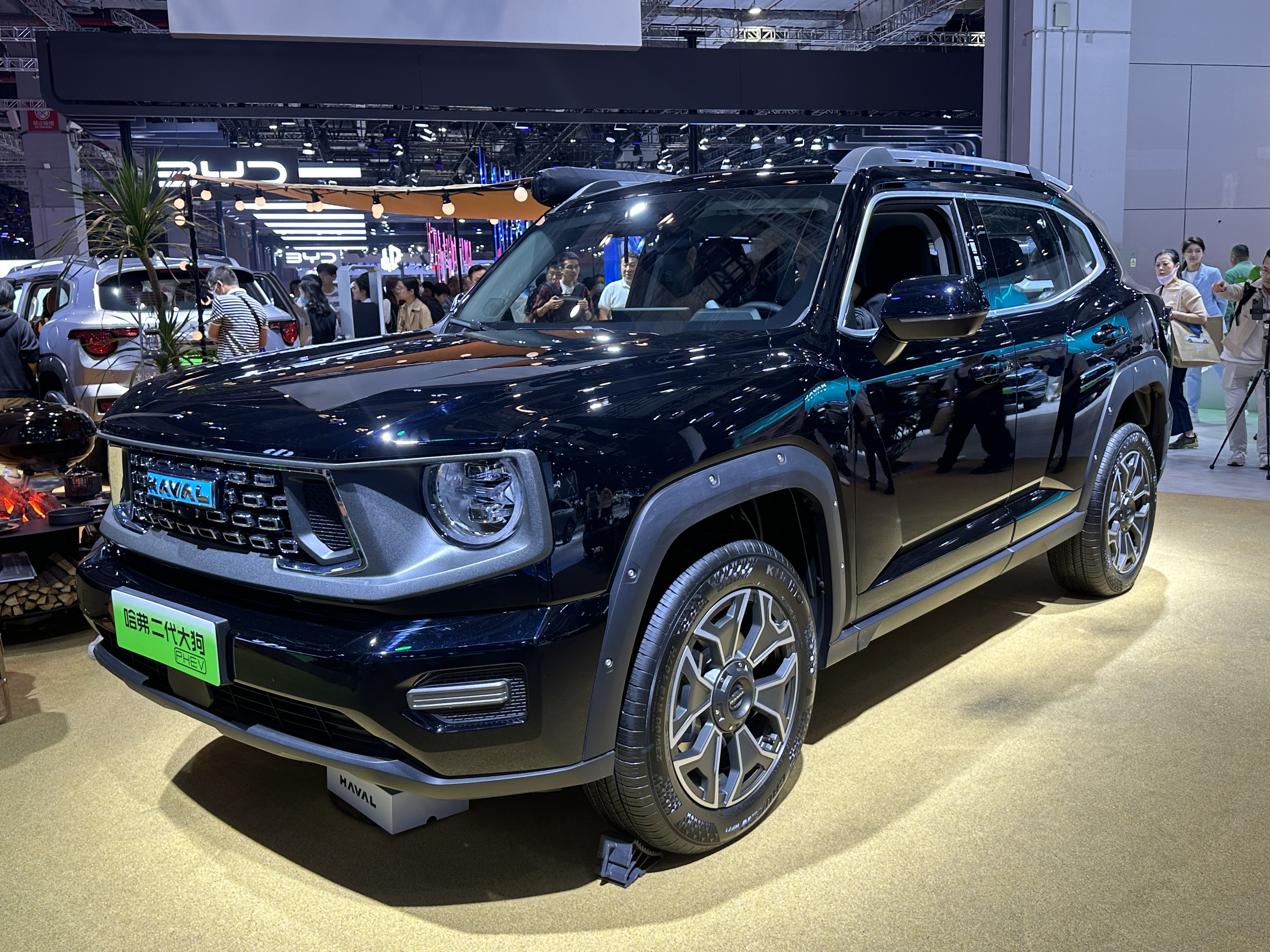
Haval Big Dog II
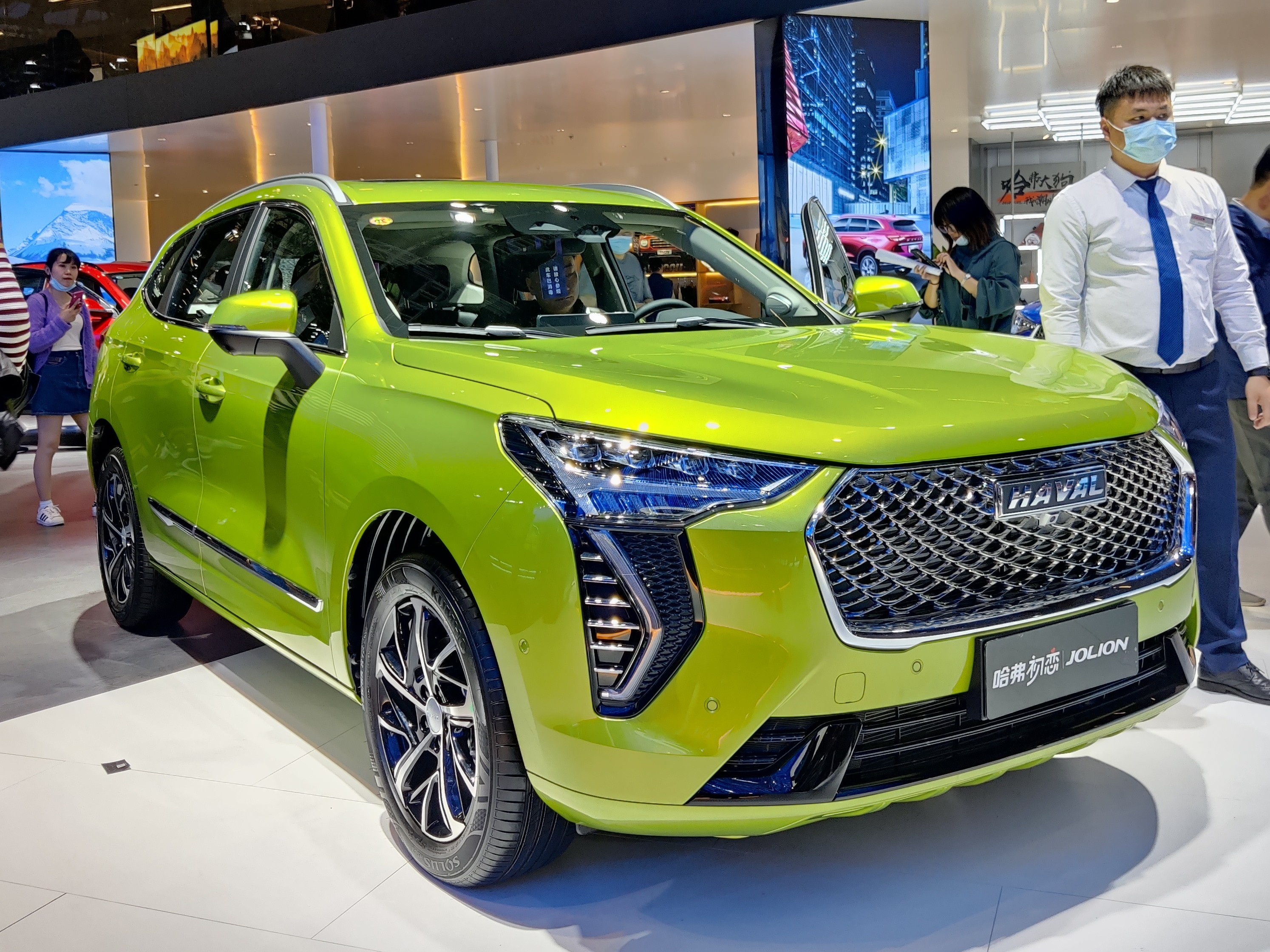
Haval Jolion
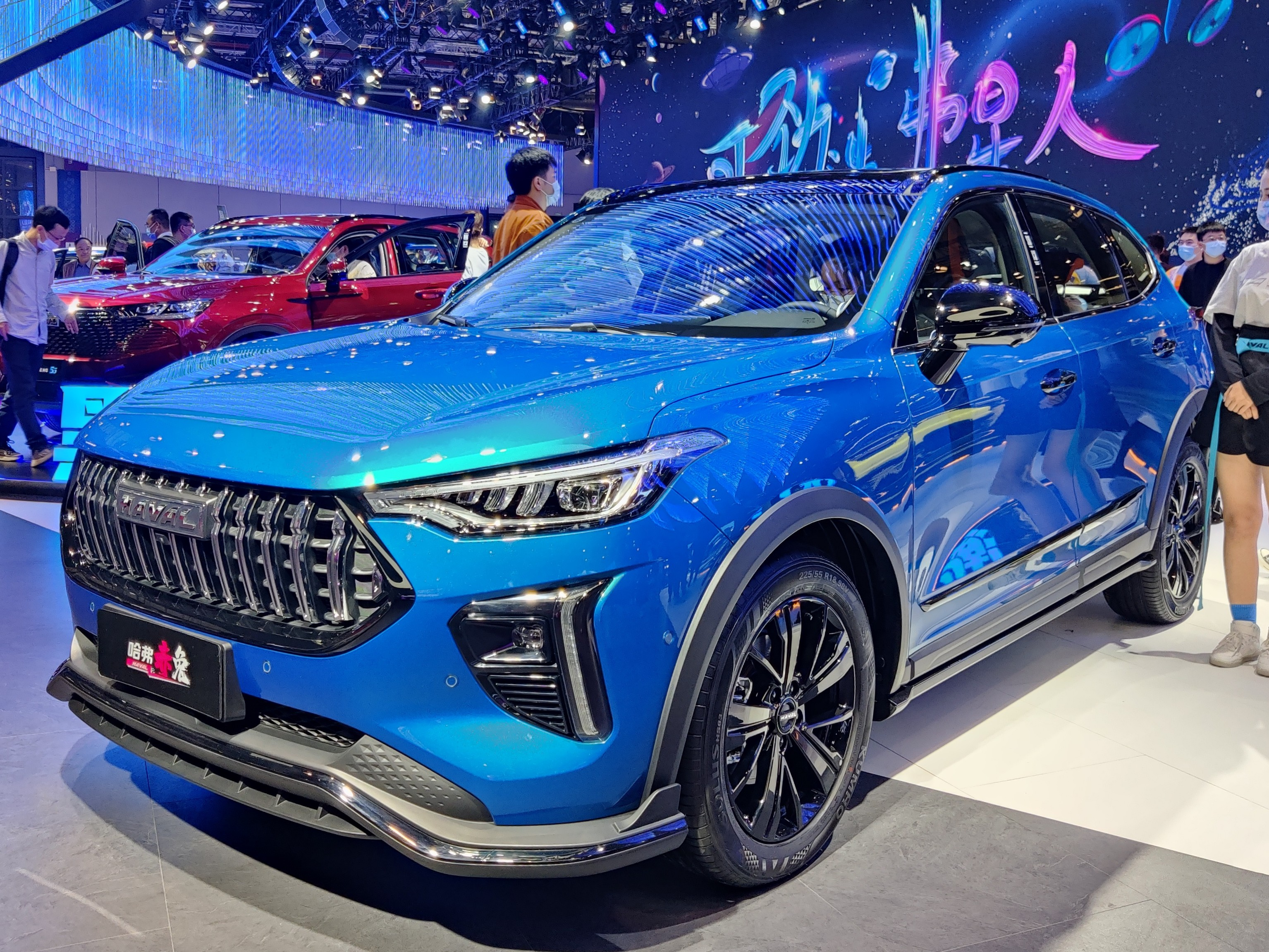
Haval Chitu
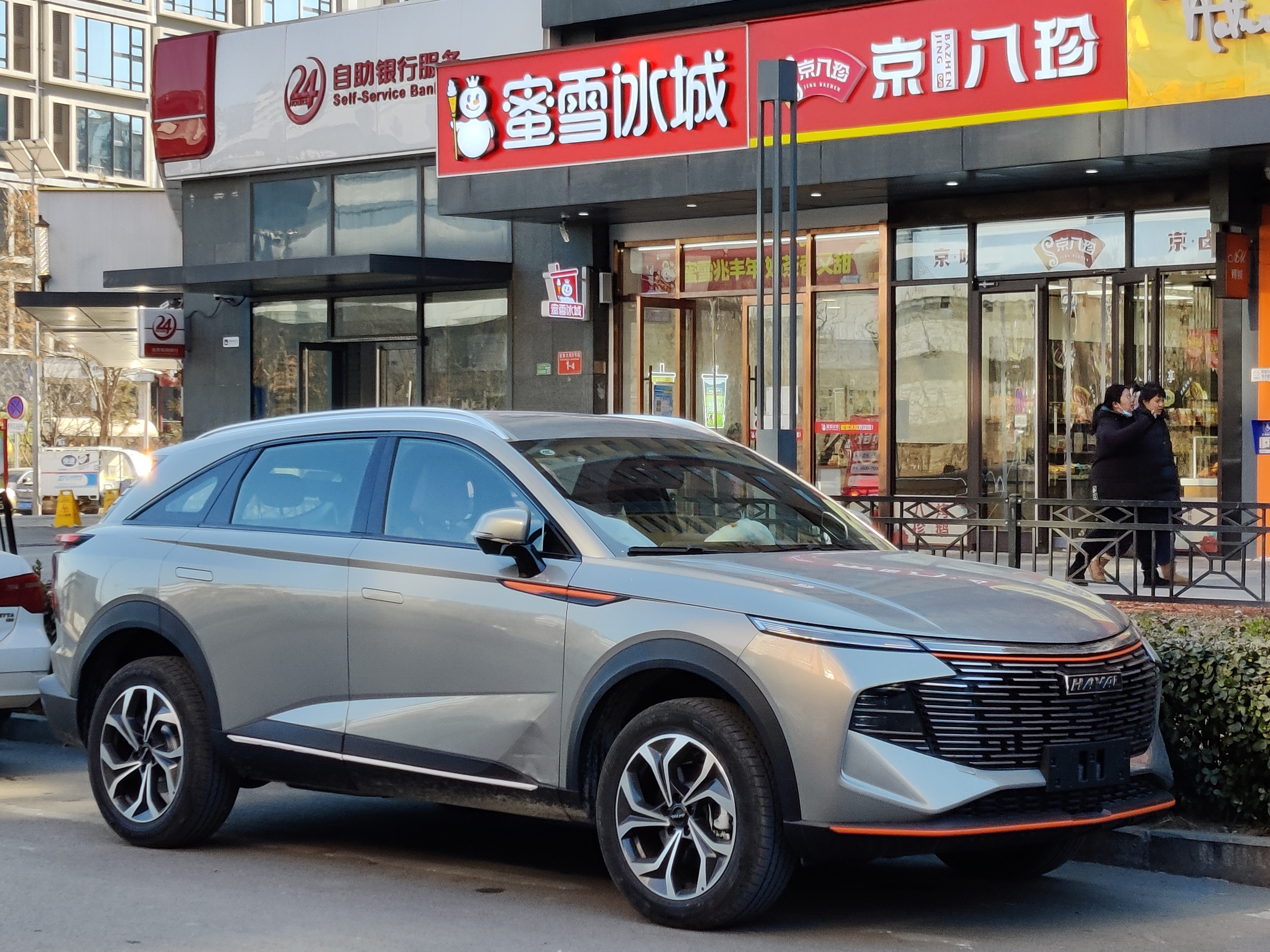
Haval Shenshou
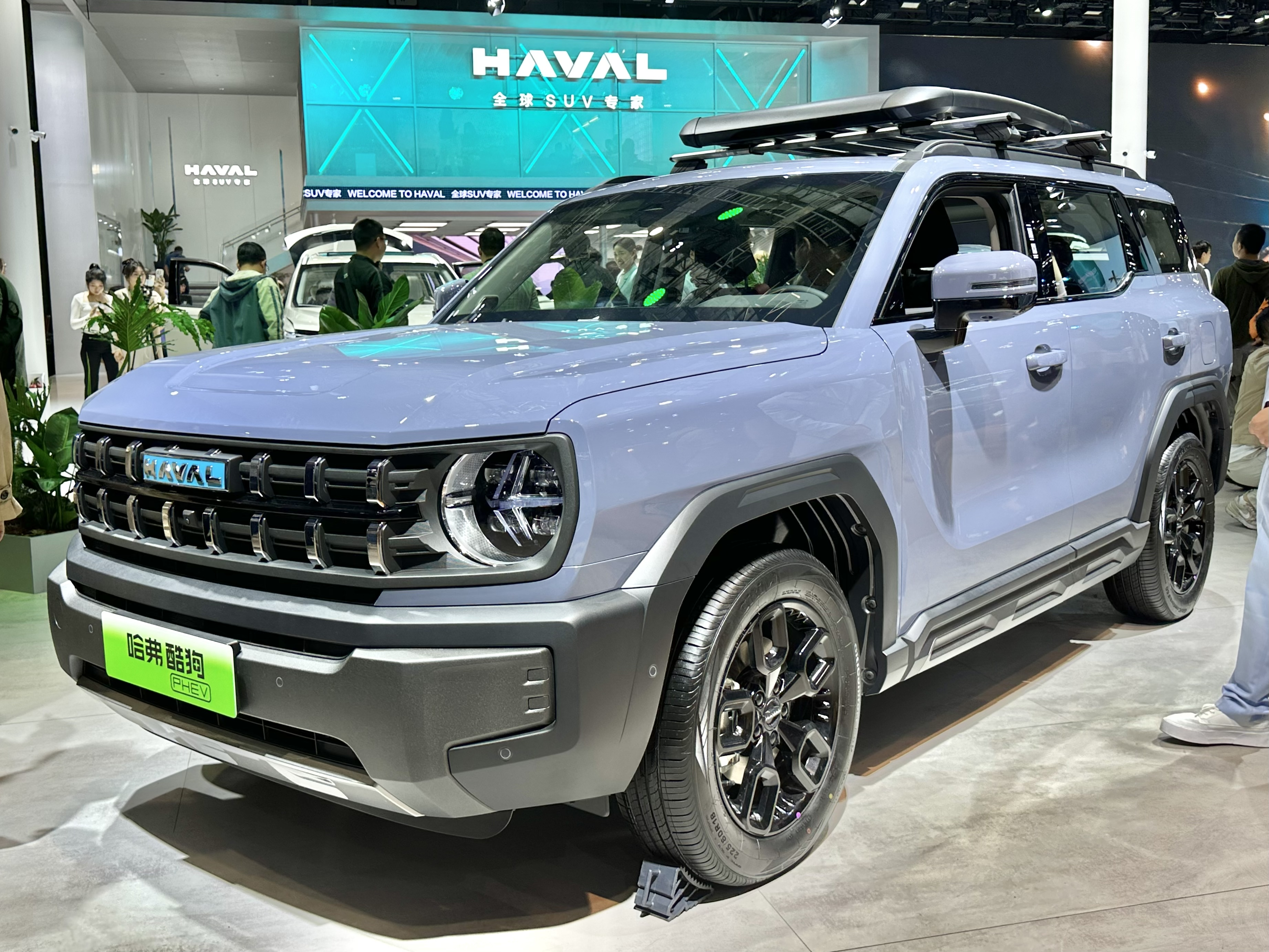
Haval Cool Dog
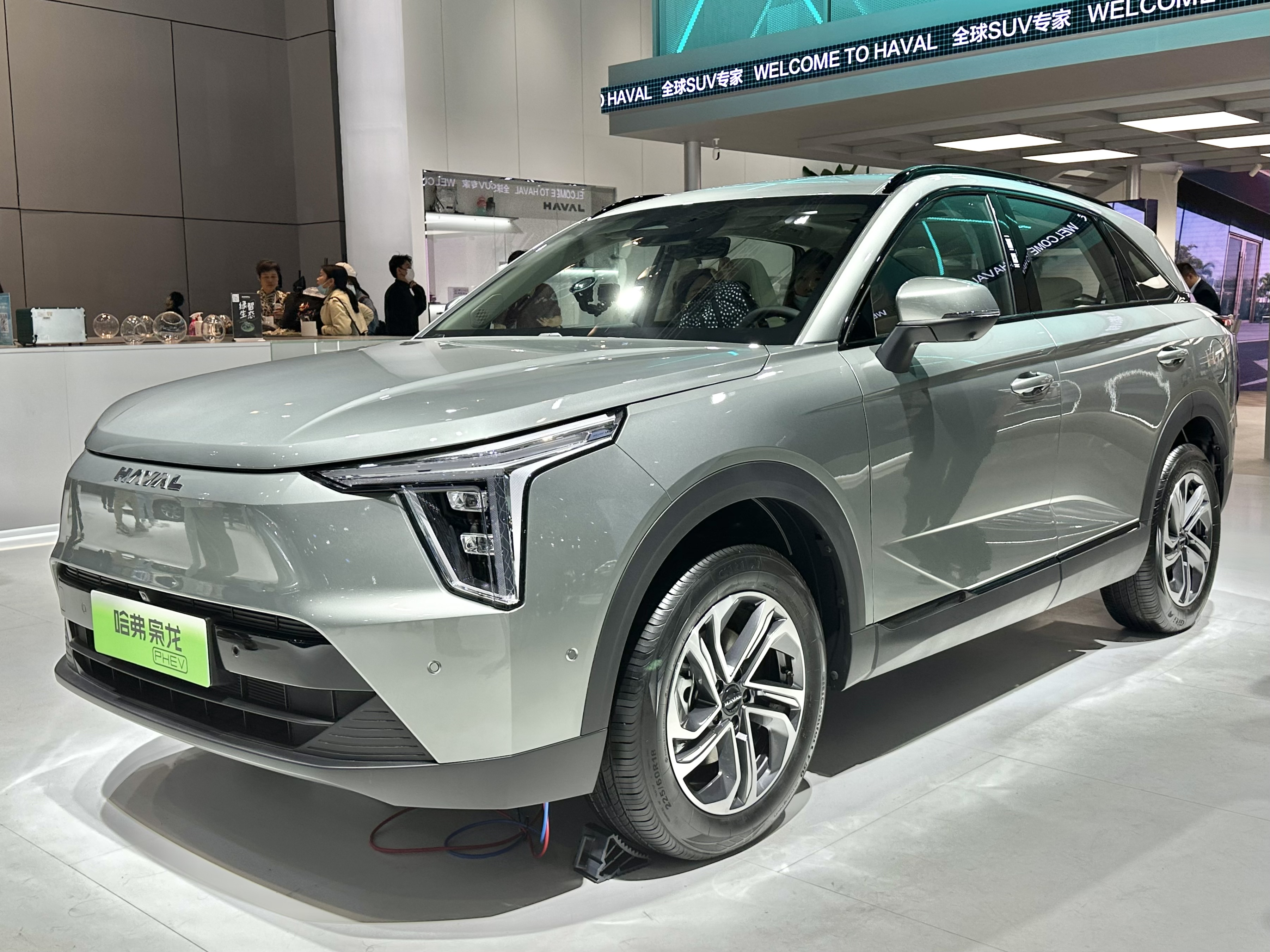
Haval Xiaolong
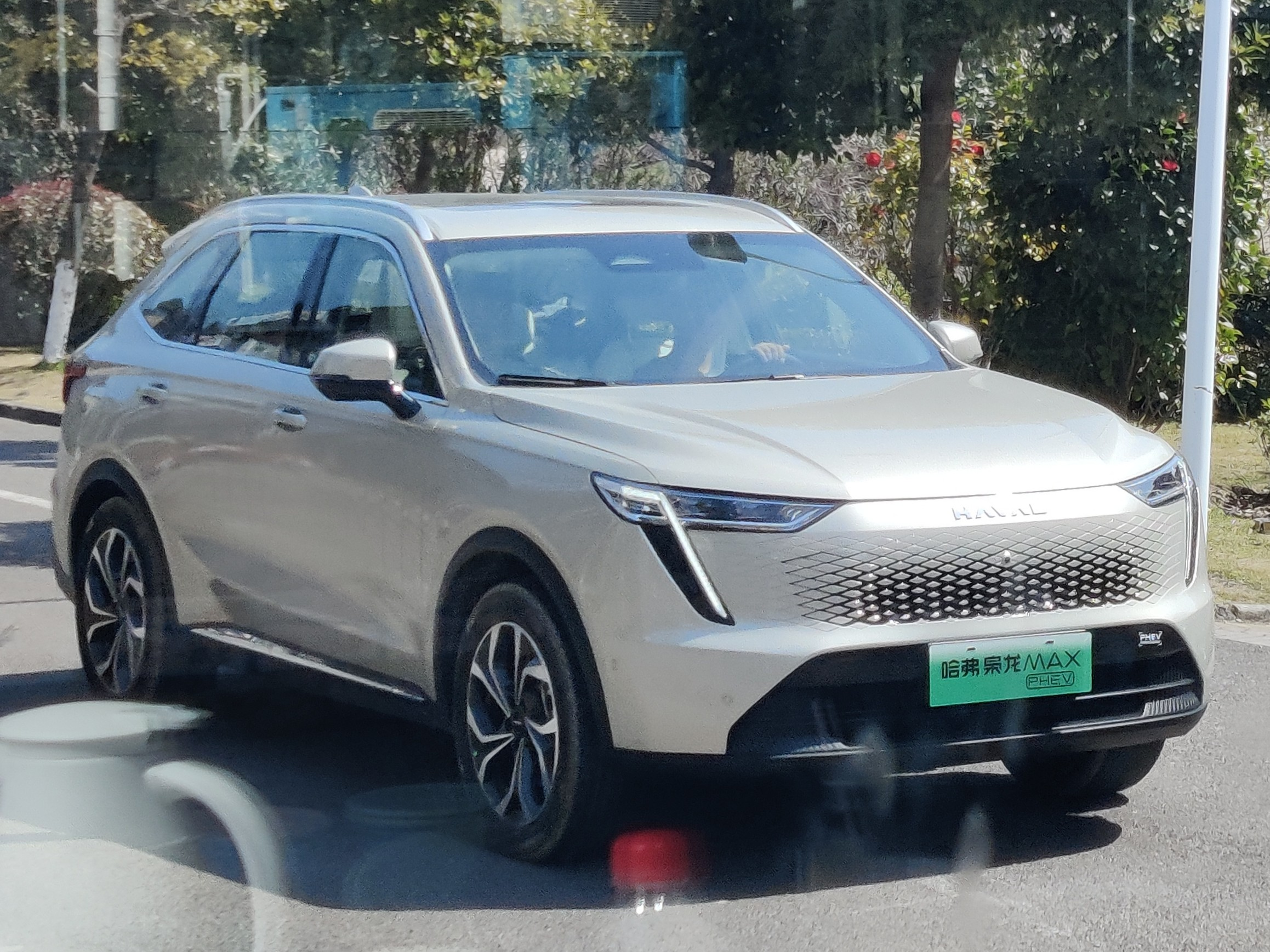
Haval Xiaolong Max

### Anciens modèles
- Haval H1
- Haval H2
- Haval H2s
- Haval M6
- Haval F5
- Haval H5
- Haval H6 Sport
- Haval H6 Coupé
- Haval H7L
- Haval H8

## Vente
| Année | Unités vendues |
| ----- | -------------- |
| 2013  | 208 652        |
| 2014  | 382 071        |
| 2015  | 640 200        |
| 2016  | 789 164        |